# Лукашенко Микола Олександрович

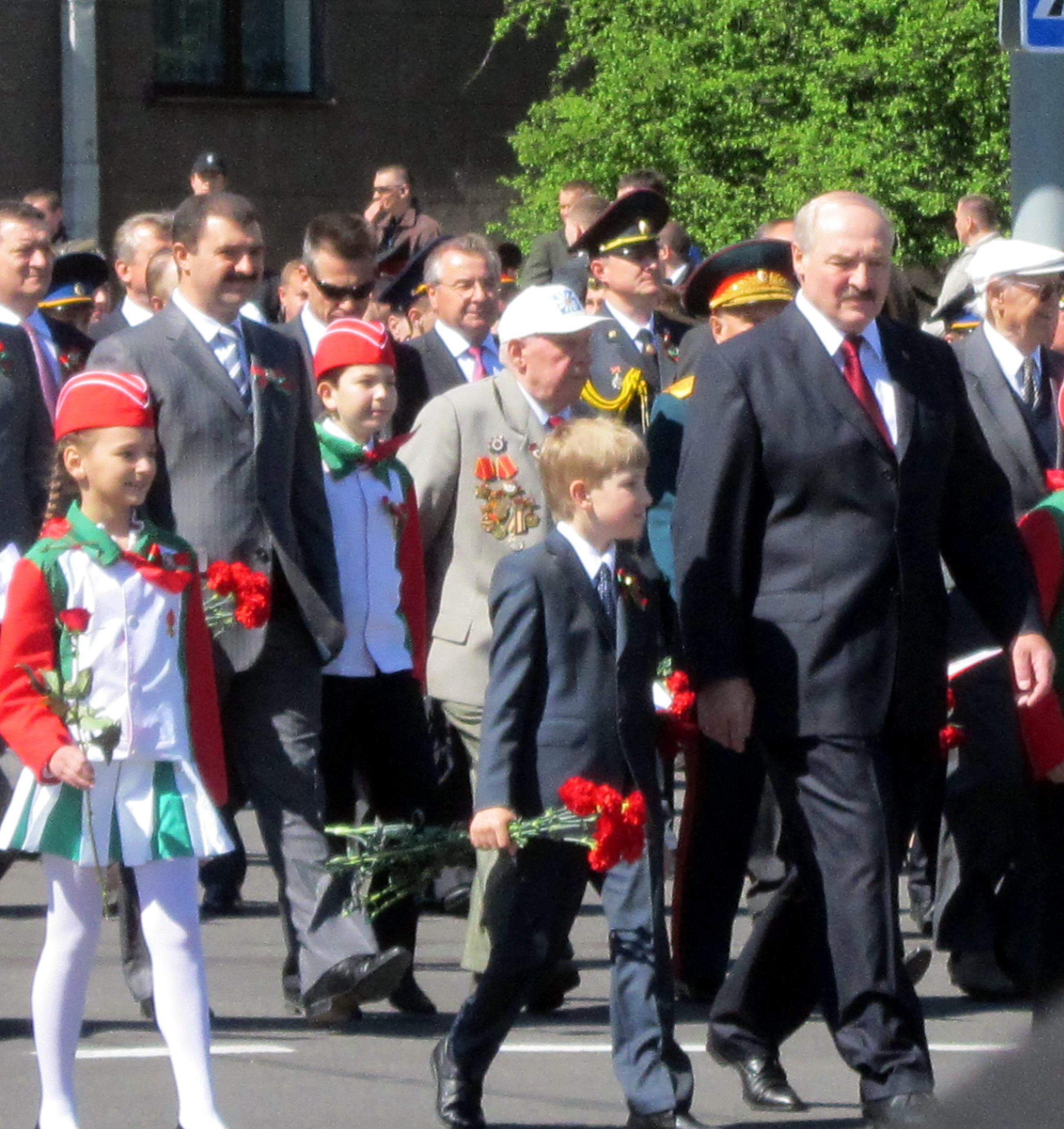
З батьком на параді

Микола Олександрович Лукашенко (нар. 31 серпня 2004) — син самопроголошеного президента Білорусі Олександра Лукашенка.

## Біографія
Народився 31 серпня 2004 року, це третій син президента Олександра Лукашенка. На відміну від старших братів Віктора та Дмитра, Микола — позашлюбна дитина.
Його мати — за свідченнями численних джерел у ЗМІ — Ірина Абельська, колишній лікар Олександра Лукашенка (1994-2001), народилася у Бресті, від першого шлюбу має сина Дмитра.

## Навчання
Навчався по фаху біології в ліцеї Білоруського державного університету. Після громадських протестів проти фальсифікації президентських виборів 2020 року покинув навчання. У вересні 2020 року переїхав до посольства в Москві, де під вигаданим іменем вступив до гімназії при МДУ.
У червні 2022 року закінчив школу в Білорусі, за даними Білоруського розслідувальницького центру, це приватна гімназія в мінському районі Дрозди, яку започаткувала фірма його матері Ірини Абельської. Після школи Микола навчався на відділенні «Біотехнології» біологічного факультету Білоруського державного університету.
За твердженням його батька, після школи вступив до Пекінського університету.

## Санкції
9 серпня 2024 року Канада ввела санкції проти десяти осіб і шести юридичних осіб із Білорусі, включно з Миколою.